# Kölsches Heck
Kölsches Heck oder Landhecke ist eine historische, nur noch in Teilen bestehende Landwehr an der historisch-kulturellen Grenze zwischen dem Siegerland im Süden und dem Sauerland im Norden. Das Kölsche Heck ist sowohl Sprachgrenze/Dialektscheide (Benrather Linie) als auch Konfessionsgrenze (ev./kath.). Sie entspricht weitgehend der Grenze zwischen dem bis 1975 bestehenden Altkreis Siegen und dem heutigen Kreis Olpe.
Der Name Kölsches Heck geht darauf zurück, dass diese früher mit in Teilen heute noch sichtbaren Gräben und Wällen befestigte Landesgrenze die kurkölnischen und damit katholischen Sauerländer im damaligen alten Amt Bilstein von ihren zu Nassau-Dillenburg gehörenden, protestantischen Siegerländer Nachbarn trennte.

## Geschichte und Gestalt
Die Errichtung der Landwehr steht in engerem Zusammenhang mit der Soester Fehde (1444–1449). Zum Schutz vor Übergriffen durch das böhmische Söldnerheer des Erzbischofs von Köln, Dietrich II. von Moers, ließ der Graf von Nassau-Oranien Mitte des 15. Jahrhunderts die Einfriedung errichten, nach Beginn des niederländischen Befreiungskrieges im Jahr 1568 erfuhr die Landwehr eine Verstärkung. Im Jahr 1690 wurden weitere Grenzsteine gesetzt.
Sie bestand aus Graben und Wall mit einer Hecke aus jungen Bäumen, zumeist Hainbuchen, deren Stämme heruntergebogen oder -geknickt und deren Zweige miteinander verflochten wurden (Gebück), das nur an den bewachten Durchgängen (Schlägen) um Wagenbreite unterbrochen war. Zusätzlich wurden Dornen- und Brombeerpflanzen gesetzt. Die Schläge waren oftmals durch zusätzliche Schanzen gesichert.
In einem Abstand von 15 bis 100 Metern folgte oft eine weitere Wall-Graben-Anlage. Weil die Hecken undurchdringlich bleiben sollten, mussten neue gewachsene Zweige von Zeit zu Zeit mit den alten verflochten werden. Zu diesem Zweck war das Gebück zu Fuss durchdringlich. Das gilt auch für die Zwischenräume, die frei von Baumwuchs sind; daher konnte man zwischen beiden Wällen und Hecken der Länge nach von Schlagbaum zu Schlagbaum hindurchgehen.

## Verlauf
Die folgenden Unterabschnitte sind in der Hauptsache durch die Deutsche Grundkarte referenziert: Geländehöhen, die durch das digitale Geländemodell abrufbar sind, sind aus ebendem übernommen. Objekte, die nicht in der Grundkarte abrufbar sind, sind entsprechend deklariert. Wasserscheidepunkte und Gemarkungsgrenzen entstammen, wie die Daten aus Grundkarte und DGM, dem Dienst TIM online der Bezirksregierung Köln. Der von der heutigen Grenze deutlich abweichende Grenzverlauf im Westabschnitt kann auch gut anhand des Messtischblatts Wenden nachvollzogen werden.
Die Abschnitte über Fahlenscheid und Rothaargebirge (Brachthäuser Hohe Waldberge und Rüsper Rothaar), die die Nordosthälfte einnehmen, sind naturräumlich deutlich abgegrenzt. Das ist im Südwesten anders: Das Heck fällt auf den Übergang der Oberbigge-Hochfläche (Haupteinheit Südsauerländer Bergland) zu Einheiten des Siegerlands. Dabei werden die Abschnitte an der Wasserscheide zur Asdorf, also bis einschließlich Ischeroth, noch klar dem Freudenberger Bergland zugerechnet und die ab da bis zur B 54 dem Nördlichen Siegener Bergland (Blatt Siegen). Beim Abschnitt an der B 54 hingegen folgen die Grenzen auf Blatt Siegen und Blatt Arnsberg ziemlich genau der Bundesstraße bzw. der Wasserscheide – was in Naturräumen unüblich ist. Folgerichtig wäre dieser Heckabschnitt am ehesten dem Littfelder Grund zuzurechnen – was natürlich etwas dem Begriff „Grund“ widerspräche. Auffällig an diesen Abschnitten ist, dass die Hänge zum Siegerland steil sind, während das Gelände zur Bigge hin nur allmählig abflacht.

### Westabschnitt

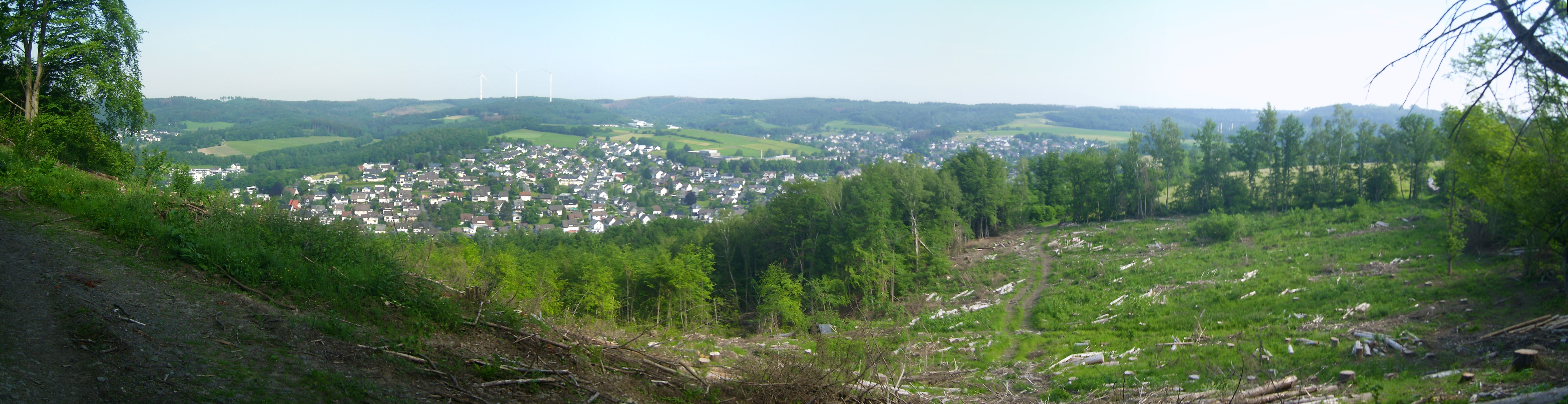
Der Westabschnitt des Kölschen Hecks mit den Windkraftanlagen am Knipsdell (halblinks), dem Löffelberg (Mitte) und dem Ischeroth (rechts der Autobahnbrücke der A 45); im Vordergrund der Büschergrund.

Etwa 1 km südöstlich der am Südostrand von Römershagen gelegenen Biggequelle (⊙) und etwa 500 m südöstlich des Wasserscheidepunkts, wo im Norden das Einzugsgebiet (EZG) der obersten Bigge in das der Großmicke übergeht (⊙), liegt der historische Grenzstein Dreiherrenstein (⊙) auf etwa 441 m ü. NHN, wo die Freie Reichsherrschaft Wildenburg auf das kurkölnische Amt Bilstein und das nassauische Siegerland traf und sich heute, auch im Uhrzeigersinn, die Gemarkungen Friesenhagen (W), Römershagen (Stadt Wenden; N), Büschergrund (Stadt Freudenberg; O) und Freudenberg (S) treffen. Beim Dreiherrenstein handelt es sich um den heute zugleich südlichsten und westlichsten Punkt der Grenze; unmittelbar nördlich schließt sich, auf Römershagener Gemarkung, das Kulturdenkmal (KD) Schanze an der Hühnertränke an.
Der westlichste Schlag, der Dicke Schlag (⊙), war zugleich der am stärksten befestigte. Er liegt 1,6 km südlich des Dreiherrenstein, also deutlich im Siegerland, zwischen Freudenberg und dem heutigen Stadtteil Hohenhain, welcher unmittelbar an der Westgrenze zum Wildenburger Land liegt. Die alte Brüderstraße, Teil der Brabanter Straße, kam hier aus Richtung Burg Wildenburg. Das KD Schanze Siegener Hecke liegt beiderseits der verbindenden Kreisstraße, die heute in der Freudenberger Kernstadt bezeichnenderweise Am Schlagsberg heißt. Unmittelbar nordöstlich des Schlags sind über 200 m im Zickzack verlaufender Wall erhalten, etwa 100 m näher in Richtung Freudenberg beginnt ein zweiter erhaltener Wall, der sich von hier über 400 m nach Ostnordosten zieht (⊙); südlich der Kreisstraße ist hingegen ein in Richtung Südsüdost verlaufender etwa 150 m langer Abschnitt erhalten (⊙).
Während die Grenze westlich von A 45 und Ischeroth heute weitgehend der Wasserscheide zwischen Bigge/Großmicke und Asdorf folgt, verlief sie bis nach dem 2. Weltkrieg deutlich südlicher, im Einzugsgebiet der Asdorf. Sie folgte vom Dreiherrenstein aus zunächst, an der heutigen Gemarkungsgrenze zwischen Freudenberg und dem Büschergrund, der Buchenborn nach Südosten, um knapp nördlich der Vereinigung mit dem Gambach den historisch südlichsten Grenzpunkt auf etwa 344 m zu erreichen (⊙).
Nur 250 m nordöstlich des Dreiherrenstein liegt, auf Römershagener Gemarkung, der bedeutende Wasserscheidepunkt Knippen (453,8 m; ⊙), wo die Einzugsgebiete von Wisser Bach (Südwesten), Asdorf (Südosten), beide zur Sieg, und Großmicke, über Bigge und Lenne zur Ruhr, aufeinander treffen; von südwestlich seines im Büschergrund gelegenen, etwas höheren Südostgipfel Knipsdell (gut 456 m; ⊙) ziehen sich, auf einer Linie drei Windkraftanlagen (auf 446 m: ⊙; auf 438 m: ⊙; auf 425 m: ⊙) nach Südosten (Gewann Schweizer Bläcke) in Richtung eines hist. Grenzsteins am Ohrndorfer Schlag (⊙), der auf etwa 414 m liegt, der etwa 600 m nordöstlich des historisch südlichsten Grenzpunkts. Von hier aus zieht sich das KD Hohlweg am Ohrendorfer Schlag über eine Entfernung von etwa 550 m nach Südsüdosten, wo der Hohlweg heute auf etwa 370 m endet (⊙). Hier verlief ein älterer Alternativabschnitt der Brüderstraße. Ohrndorf ist heute nicht mehr aus der durchgängigen Besiedlung des Büschergrunds, die nach Süden in die von Freudenberg übergeht, hervorgehoben.
Gut 1 km ostnordöstlich des Knippen erreicht die heutige Grenze den Löffelberg 457,4 m; (⊙), dessen Gipfelpunkt, bereits auf Hünsborner Gemarkung, nur knapp auf der Sauerländer Seite, liegt; unmittelbar östlich passiert heute die Landesstraße Freudenberg–Olpe (Olper Straße). Die historische Grenze passierte die Straße auf etwa 395 m (⊙) und erreichte etwa 350 m nordnordöstlich davon auf etwa 439 m den historisch nördlichsten Punkt ihres Westabschnitts und zugleich punktuell wieder die heutige Grenze (⊙), um gut 1,6 km südöstlich davon ihren mit etwa 337 m ihren niedrigsten und Punkt und fast wieder ihren südlichsten Breitengrad zu erreichen (⊙).
Anderthalb Kilometer östlich des Löffelbergs und rund 900 m nordnordwestlich des historisch niedrigsten Punktes liegt auf etwa 397 m, an der Bundesautobahn 45, die niedrigste Scharte des Kölschen Hecks und der heute niedrigste Grenzpunkt überhaupt (⊙), in nächster Nähe zum Hünsborner Flugplatz (⊙).

### A 45 bis B 54
Etwa 550 m nordöstlich des Bergs Ischeroth (467,0 m; ⊙) und etwa 70 m nordwestlich der Scharte (des Halben Galgen, s. u.) zu ihm (auf gut 430 m), an der auch über den Berg führenden Gemarkungsgrenze vom Büschergrund zu Bühl, wird südlich des Hecks das Einzugsgebiet der Asdorf von dem der Alche abgelöst (⊙). Nur etwa 130 m südsüdwestlich dieses Wasserscheidepunkts erreicht die historische Grenze wieder die heutige, die fortan weitgehend mit ihr identisch ist und noch einmal annähernd ihren heute südlichsten Breitengrad erreicht (⊙); von dort an beginnt ein Luftlinie 1,5 km weit nach Nordosten reichendes KD Landwehr. Dieses führt in Oberholzklauer Gemarkung und dort zum Holzklauer Schlag (⊙) nordwestlich Oberholzklaus. Der Schlagbaum sperrte die alte Straße von Siegen Richtung Olpe und ist ebenfalls als Kulturdenkmal ausgewiesen. Die Grenze hat ab hier die Hauptrichtung Nordnordost und verläuft knapp an der Sieg-Seite, wo nah dem Schlag das EZG der Alche punktuell durch das des Birlenbachs abgelöst wird, dem der Holzklaubach zufließt, und sogleich von dem der Hees bzw. ihres Vorfluters Littfe, die, gemeinsam mit ihrem Vorfluter Ferndorf, das stadtnamensgebende Kreuztal formen (⊙).
Das KD Landwehr endet an der auf 427,5 m passierenden Landesstraße Oberholzklau–Hünsborn (⊙), wo auch die Oberholzklauer Gemarkung in die von Meiswinkel übergeht, die indes bald durch die von Hees mit dem unmittelbar grenznahen Oberhees abgelöst wird. Westlich dem Meiswinkeler Grenzabschnitt gegenüber steht der Halbe Galgen (451,5 m); (⊙), an dessen Nordwestflanke die Großmicke entspringt. Auf der Sauerländer Seite, im Westen, wird bald die Hünsborner Gemarkung von der Schönaus, zunächst mit Altenhof, abgelöst. Auf einem alten Weg von Oberhees nach Altenhof und Wenden liegt der Oberheeser Schlag (⊙), insbesondere eine archäologische Fundstelle.
Zwischen Hünsborn und Osthelden wird, gut 100 m von der Grenze entfernt, auf Schönauer Gemarkung das EZG der Großmicke durch das der Wende (Bigge) abgelöst (⊙); auf der Siegerländer Seite geht unweit nordöstlich die Heeser Gemarkung in die Ostheldens über. Der Rindhagen (441,3 m); (⊙) schließt sich auf Schönauer Gemarkung, etwa 350 m nordnordwestlich seiner Scharte (auf 420,6 m) an. Nordöstlich des Rindhagen und 250 m östlich der Grenze steht die Kuckucksfichte (⊙) zwischen Altenhof und Osthelden, im Tal des Berghauser Bachs. Erst nördlich des Rindhagen liegt die Grenze wieder unmittelbar an der Wasserscheide, die Landesstraße Wenden–Kreuztal, die Osthelden unmittelbar mit dem Weiler Girkhausen auf Schönauer Gemarkung verbindet, passiert auf 415,3 m (⊙), gleichzeitig Scharte des Harfel (s. u.). Der Ostheldener Schlag (⊙) nordwestlich Ostheldens liegt gut 50 m südöstlich der heutigen Grenze, die hier nordostwärts verläuft, und unmittelbar nördlich des lokal nördlichsten Punktes der Landesstraße. Unmittelbar nordöstlich des Schlags liegt der Kellenhagen (435,5 m), dessen Rücken nach Nordosten im Auf dem Harfel (436,0 m; ⊙) gipfelt, an dem littfeseitig das Einzugsgebiet der Hees von dem der oberen Littfe abgelöst wird. Gut 800 m nordöstlich des Ostheldener Schlags und 250 m westnordwestlich des Harfel wechselt die Siegerländer Seite von Ostheldener zu Eichener Gemarkung. An deren südlicher Westgrenze liegt, 400 m westnordwestlich des Harfel, auf 410 m die nach der A 45 zweitniedrigste Scharte des Hecks überhaupt (⊙).

### Verlauf an der B 54
Etwa 1,4 km nordnordöstlich des Ostheldener Schlags trifft die Grenze erstmals auf die Bundesstraße 54 (⊙), in diesem Abschnitt Hüttentalstraße, die sie Luftlinie knapp 4 km nach Norden begleiten wird, wobei sie gelegentlich die Seite wechselt. Im Süden dieses Abschnitts steht Altenwenden auf der Schönauer Gemarkung im Westen Bockenbach auf der Eichener Gemarkung im Osten gegenüber, der Eichener Gemarkung folgt nach gut 600 m die Krombachs.
Westlich vor Krombach und in Verlängerung der von Westen kommenden A 4 steht, nach Westen halbkreisförmig umrundet von der Hüttentalstraße und dem von Norden kommenden weiteren Verlauf der B 54, ein hist. Grenzst. auf einem etwa 491 m hohen Gipfel (⊙). Hier wird nach Westen das EZG der Wende von dem der Olpe (Bigge) abgelöst, dem weiterhin das der Littfe gegenübersteht. Der mit 491,9 m minimal höhere Hauptgipfel des Bergs (⊙), der den Gewannnamen Brummicke trägt und als Erster die Dominanz des Ischeroth bricht, liegt mitten im Bogen der B 54; die Talbrücke südwestlich des Grenzsteinss heißt Brumicke mit einem m. Unweit nördlich des Steins geht auf der Westseite die Gemarkung Schönaus (Stadt Wenden) in die von Kleusheim (Stadt Olpe) über.
Auf Krombacher Gemarkung steht ein vielteiliges KD Alte Landwehr, das z. T. deutlich östlich der Grenze liegt. Der südlichste Abschnitt zieht sich von seiner südlichen Basis südwestlich Krombachs (⊙) gut 200 m nach Westnordwesten, ein weiterer folgt westlich Krombachs (⊙) und zieht sich gut 100 m nach Norden. Der dritte Abschnitt startet unweit nördlich (⊙) und zieht sich, in 2 nach Südwesten offenen Bögen, auf gut 700 m zunächst nach Westnordwest und dann nach Nordnordwest, um am hist. Grenzst. (⊙) die tatsächliche Grenze zu erreichen, wo ihm im Westen Altenkleusheim gegenübersteht.
Um rund 600 m nach Ostsüdost von diesem Grenzstein zurück versetzt und mit diesem durch den (KD) Hohlweg verbunden steht der Krombacher Schlag auf halbem Wege zur Besiedlung Krombachs(⊙). Unmittelbar am Schlag stehen die Naturdenkmäler (ND) Kiefer (südlich) und Buchen (südwestlich). Nordwestlich des Grenzsteins vor Krombach wechselt die Grenze auf die Westseite der B 54 und es beginnt der gut 300 m lange vierte Abschnitt des KD Alte Landwehr (⊙), der unmittelbar die Bundesstraße flankiert.
1,25 km nordnordöstlich des Krombacher Steins wird schließlich die Scharte der Brummicke auf 458,3 m an der B 54 erreicht, 50 m weiter wird, in Nähe des Parkplatzes an der Krombacher Höhe, endgültig die B 54 verlassen (⊙). Hier folgt der etwa 200 m lange fünfte und letzte Abschnitt des KD Alte Landwehr.

### Verlauf in der Fahlenscheid
Das Kölsche Heck betritt jenseits der A 4 den Höhenzug Fahlenscheid, Südsauerländer Bergland, dessen Südosten es einnimmt, Der Gipfel des Schüttelhänchens (485,0 m; ⊙) wird westnordwestlich gerahmt, 170 m ostnordöstlich seiner lag, an der Gemarkungsgrenze Krombachs zu Littfeld und 60 m südsüdwestlich der Porr-Hütte, der Littfelder Schlag (⊙). Der Wald auf der Siegerländer Seite, Littfelder und Burgholdinghäuserer Gemarkung, wird Drewer Wald genannt.

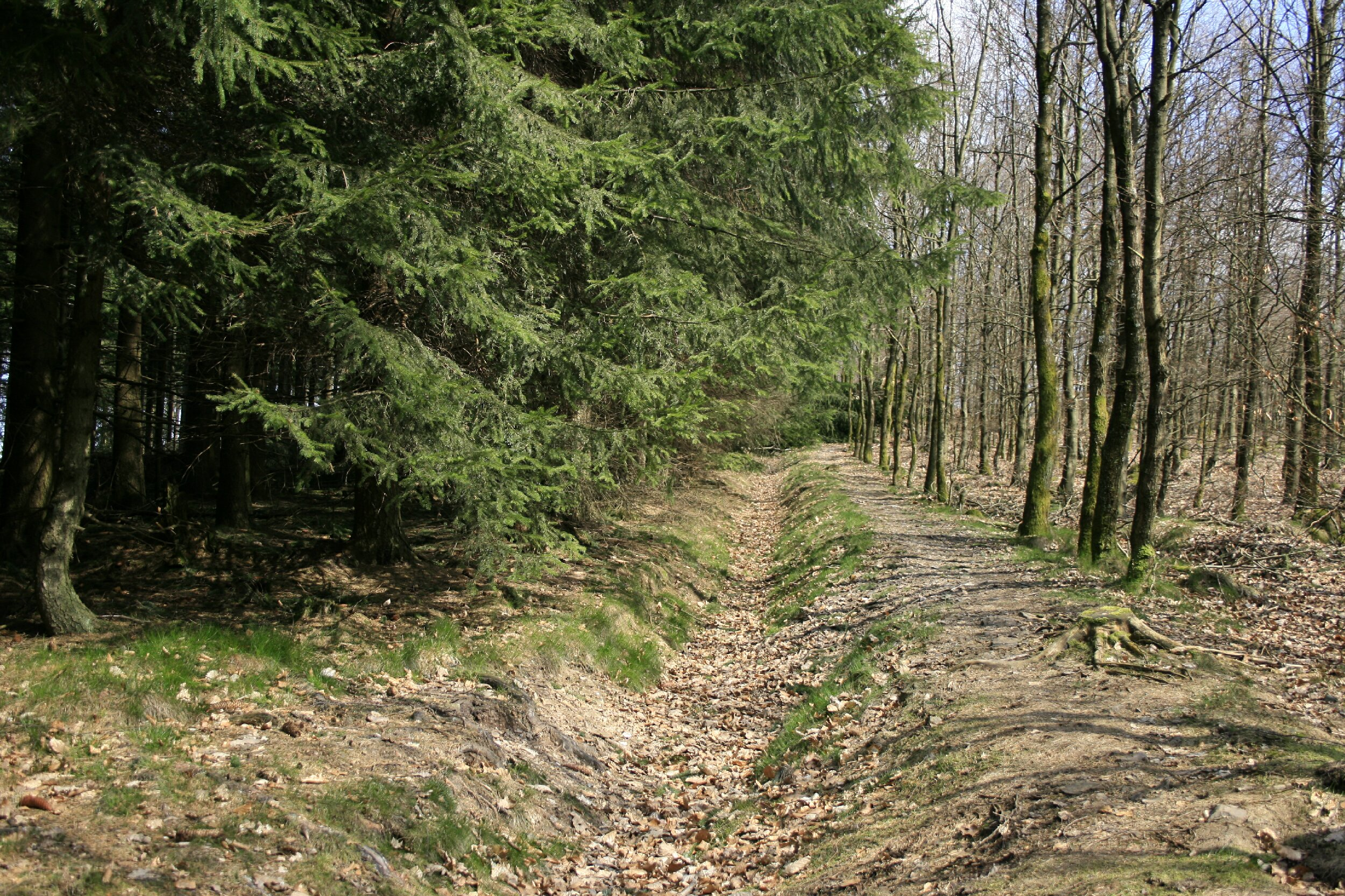
Landwehr Kölsches Heck oberhalb von Kruberg

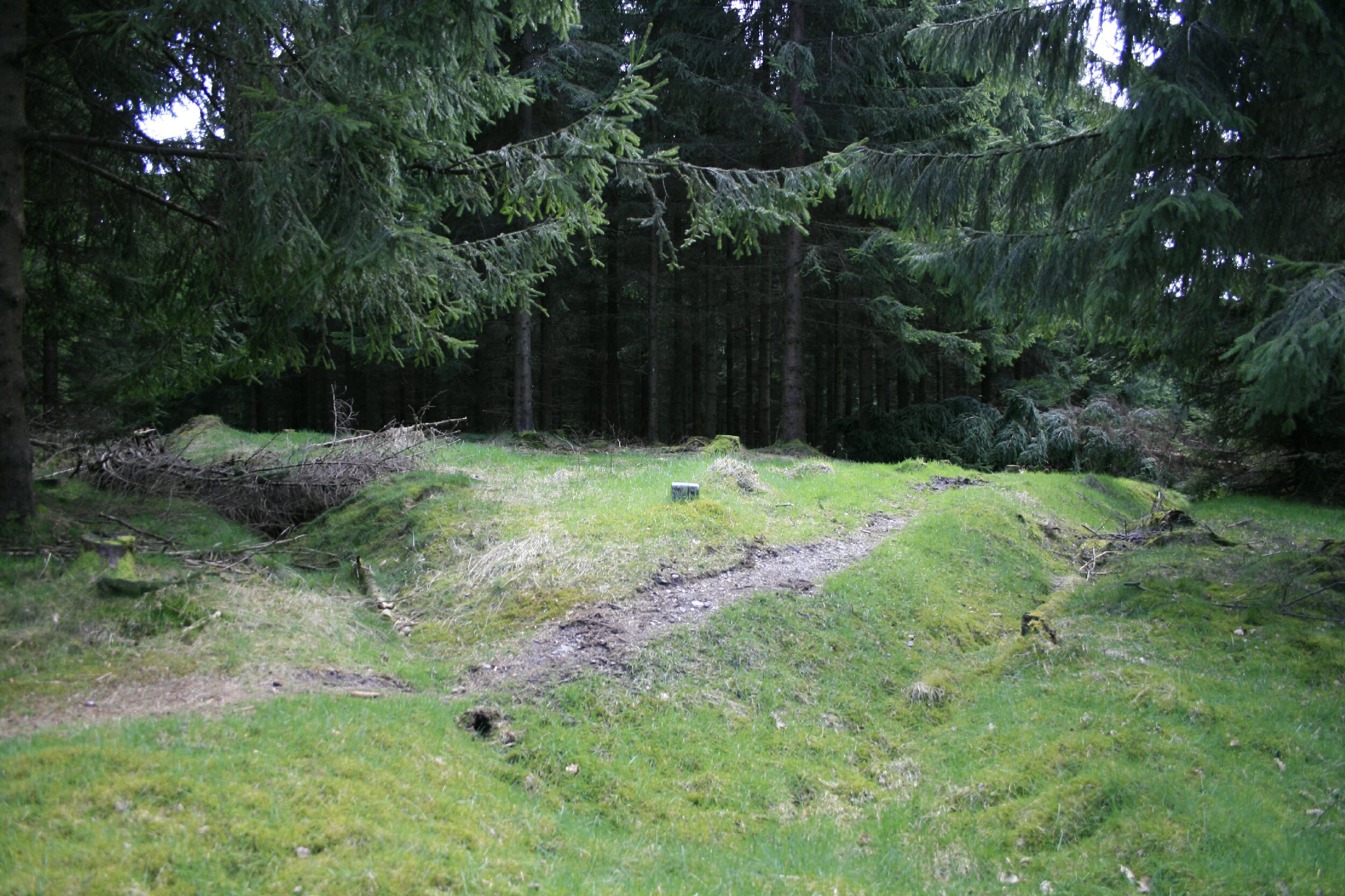
Landwehr Kölsches Heck Drewer Wald

Zwar hatte das Schüttelhänchen, nach deren Scharte, wieder annähernd die Höhe der Brummicke erreicht, doch steigt nördlich seiner, nach nur einer mäßigen Scharte auf etwa 478 m, das Gelände noch einmal deutlich an. So erreicht der Elbersthagen  (⊙) nur 800 m nordnordöstlich des Littfelder Schlags 565,2 m. Nur 100 m ostnordöstlich seines Gipfels steht die Windkraftanlage Ewiger Fuhrmann (⊙), die bei ihrer Fertigstellung im Dezember 2000 bei 117 m Nabenhöhe und 150 m Gesamthöhe als höchste Anlage der Welt galt. Der Name Alte Fuhrmann ist einer Sage entlehnt.
Nur gut 300 m nördlich des Fuhrmann findet sich eine zweite Windanlage (⊙), unmittelbar westlich neben ihr ist auf der Grundkarte das KD Hohlwege am Engelsberg eingezeichnet. Die Anlage befindet sich bereits jenseits der Scharte des Elbersthagen, die auf etwa 544 m liegt. Unmittelbar nordwestlich des Windrads wird auf der Siegerländer Seite die Gemarkung Littfelds durch die von Burgholdinghausen abgelöst. Etwa 650 m nordnordöstlich des Elbersthagen erreicht die Grenze den Wasserscheidepunkt zwischen Bigge, Hundem und Sieg, der mit 567,6 m noch minimal mehr Höhe erreicht (⊙). Hier treffen die Teileinzugsgebiete von Olpe (Bigge), Olpe (Hundem) (Oberlauf: Rahrbach) und Littfe aufeinander. Nur 100 m westsüdwestlich dieses Gipfels wechselt die Sauerländer Seite von Kleusheimer auf Rahrbacher Gemarkung, das Stadtgebiet Olpes wird durch das von Kirchhundem abgelöst. Nur 400 m westnordwestlich des Gipfels  passiert die Landesstraße Neuenkleusheim–Rahrbach diese Stadtgrenze auf 525,8 m. Dieser Pass ist zugleich die Scharte zum Engelsberg (589,2 m; ⊙), dem eigentlichen hiesigen Hauptberg und der höchsten Erhebung im Olper Stadtgebiet, der 1,2 km westnordwestlich des Wassercheidepunktes liegt.
Die Grenze folgt nunmehr der Hauptrichtung Ostnordost; nach einer Scharte auf 507,7 m südlich von Kruberg steigt die Kammlinie wieder auf 550,7 m an (⊙). Es folgt der Rahrbacher Schlag (⊙) auf 469,3 m; hier wurde eine Straßenverbindung über Hohlwege von Littfeld über Burgholdinghausen nach Rahrbach kontrolliert. An der nur 330 m ostsüdöstlich entfernten Rahrbacher Höhe (⊙) passiert heute die Bundesstraße 517 auf 463,6 m die Wasserscheide unmittelbar am Heck. Sie ist die (niedrigste) Scharte der Wolfhardt (625,8 m), des höchsten Bergs der Fahlenscheid, zum Rothaargebirge, was diesem eine Prominenz von 162,2 m verleiht. Es schließt sich, ziemlich genau 1 km östlich, der Welschen-Ennester Schlag  (⊙) auf etwa 484 m südlich Welschenennest (noch Rahrbacher Gemarkung) an, der, wie auch seine Hohlwege am ehem. Siegener Weg, ein KD bildet.
Die Grenze richtet sich nunmehr nach Nordosten und steigt deutlich an, um, ziemlich genau 2 km entfernt und bereits im Rothaargebirge, ihren nördlichsten Punkt zu erreichen.

### Verlauf im Rothaargebirge
Vom Welschen-Ennester Schlag nach Nordosten tritt die Grenze in die Brachthäuser Hohen Waldberge und damit ins Rothaargebirge ein. Es wird der Wasserscheidepunkt erreicht, an dem, gegenüber der Littfe, das EZG der Olpe oberhalb von dem des ihr zufließenden Silberbachs abgelöst wird (⊙), und, 70 m weiter nordöstlich, der nördlichste Punkt des Kölschen Hecks überhaupt; hier findet sich auf 625 m ein historischer Grenzstein (⊙), nur 250 m südwestlich des Wolfshorngipfels (643,6 m;  ⊙). Am Grenzstein geht auf der Sauerländer Seite die Gemarkung von Rahrbach mit Benolpe im Norden in die von Kohlhagen über mit Varste im Osten und Silberg im Südosten. Im Nordwesten, jenseits des Rahrbachs (und deutlich außerhalb des Hecks) steht dem Wolfshorn in 3 km Entfernung der Hauptberg der Fahlenscheid, die Wolfhardt (625,8 m; ⊙) gegenüber. Das Wolfshorn ist ein vergleichsweise grober Klotz; seine Scharte (⊙) zum ähnlich beschaffenen, 2,4 km südlich gelegenen Hohen Wald (656,4 m; ⊙) liegt, auf halbem Wege und westnordwestlich vor Silberg, auf gut 527 m, was ihm eine Prominenz von etwa 116,5 m verschafft.
Ab dem Hohen Wald macht das Heck einen nach Norden offenen Bogen um das Einzugsgebiet des Silberbachs, im Oberlauf Dollenbrucher Bach. Zunächst erreicht die Grenze 750 m südöstlich des Gipfels einen hist. Grenzstein (⊙). 700 m weiter südsüdöstlich geht grenznah und unscheinbar an der Siegseite der Wasserscheide das EZG der Littfe in das der mittleren Ferndorf über (⊙). Gut 200 m südsüdöstlich dieses Punktes wechselt auch die Siegerländer Gemarkung von Burgholdinghausen (Stadt Kreuztal) nach Müsen (Stadt Hilchenbach). Etwa 1 km südöstlich des Wasserscheidepunktes wird, nördlich von Müsen, der südlichste Punkt des Kölschen Hecks innerhalb des Rothaargebirges erreicht (⊙). Gut 400 m ostnordöstlich liegt auf 470,7 m die Scharte des Hohen Waldes (⊙), was ihm eine Prominenz von stolzen 185,7 m ausweist – die siebthöchste im gesamten Rothaargebirge, innerhalb dessen er mit 10,7 km auch die fünfthöchste Dominanz aufweist, beides zum Riemen (s. u.), siehe Rothaargebirge#Hauptberge tabellarisch. Unmittelbar südlich der Scharte schließt sich das KD Hohlwege Müsen–Brachthausen an.
Nach dem Übergang der Gemarkung Müsens in die Hilchenbachs an der Südseite und drei sogleich folgenden hist. Grenzsteinen 340 m westsüdwestlich (⊙), 160 m westsüdwestlich (⊙) und 40 m westlich (⊙) wird der Südostgipfel des Bogens Addebach (561,1 m; ⊙) erreicht, der etwa 1,5 km östlich der Scharte liegt. Hier geht, an der Südseite, das EZG der mittleren Ferndorf in das der oberen über. Etwa 850 m nordnordöstlich des Bergs passiert die Straße Hilchenbach–Kirchhundem das Heck auf knapp 520 m (⊙). An der Straße liegt, gut 700 m nördlich ihres Passes, das ND Vorspanneiche (⊙) mit Wanderparkplatz. Die Straße quert zwar im Bereich der Addebach-Scharte (519 m), steigt jedoch weiter an, weshalb die Vorspanneiche mit 540 m höher liegt.
Am Wimberg (606,0 m; ⊙) südwestlich Brachthausens, auf dessen Gipfel ein hist. Grenzstein steht, endet der Bogen, gut 4 km östlich des Hohen Waldes; auf der Hundemseite wir das EZG der Olpe von dem der Flape abgelöst. Es folgt nach Osten, nach einem weiteren hist. Grenzstein (⊙), der Schartenberg (581,3 m) nebst gipfelnahem Grenzstein (⊙), an dessen Nordostflanke, 140 m vom Gipfel entfernt, sich ein Lager befand (KD Lager am Schartenberg; ⊙) und wo hundemseitig das EZG der Flape von dem des Albaumer Bachs abgelöst wird. Auf der Wasserscheide zwischen Flape und Albaumer Bach und außerhalb des Hecks steht dem Schartenberg der eigentliche Hauptberg der östlichen Brachthäuser Waldberge, Auf dem Höchsten (638,5 m; ⊙) in 1,2 km Entfernung nordöstlich gegenüber.
Nach einer Scharte auf 557,2 m windet sich die Grenze nach Südosten, zu den Albaumer Höhen, die, entgegen ihrem Namen, über 4 km südlich entfernt vom Dorf Albaum liegen. Zwischen dem Nordwestgipfel (583,4 m; ⊙); und der Südspitze liegt ein hist. Grenzstein (⊙), ein weiterer liegt am Gipfel der Südspitze, der eigentlichen Albaumer Höhe (ca. 571 m; ⊙), von der ab sich die Grenze wieder nordostwärts wendet und nach etwa 300 m das KD Albaumer Schlag (⊙) erreicht. Der Schlag steht unmittelbar an der 563 m hohen Scharte der Albaumer Höhen, an seiner Nordseite, Stadt Kirchhundem, wird die Gemarkung Kohlhagens von der Würdinghausens, auf welcher Albaum liegt, abgelöst. Nur 30 m nördlich eines weiteren hist. Grenzsteins (⊙) liegt der Gipfel des Lümke (624,6 m; ⊙) mit hist. TP, gut 50 m ostsüdöstlich, an der lokal nördlichsten Stelle der Grenze, steht wieder ein Grenzstein (⊙). Am Lümke wechselt die Kirchhundemer Seite in die Gemarkung von Heinsberg, deren Hauptort 2,5 km nordöstlich liegt und die sie bis zu ihrem Ostende begleiten wird.
Die Grenze wandert nunmehr für eine Entfernung von 3,5 km südostwärts, wobei der folgende Berg stets gut 1 km entfernt und um 5–11 m höher ist; auf Hilchenbacher Stadtgebiet ändert sich nah der auf gut 577 m gelegenen Scharte die Gemarkung von der der Kernstadt zu Hadem (2 km südwestlich), verpasst knapp die von Helberhausen (1,6 km südwestlich) und erreicht die von Oberndorf (700 m südlich), die sie bis zu ihrem Ostende begleiten wird, wonach unmittelbar der Gipfel der Drei Buchen (629,9 m; ⊙) erreicht wird. Jenseits einer Scharte auf gut 585 m wird der Goldene Zapfen (640,9 m;⊙) und schließlich die Scharte zur Rothaar auf 591,9 m erreicht. Gut 100 m südsüdöstlich der Letzteren findet sich der Oberndorfer Schlag (KD; ⊙), welcher die Verbindung Helberhausen nach Heinsberg sperrte und wo heute die entsprechende Landesstraße verläuft, an der auch die Scharte liegt.
Das Heck erreicht den Kamm der Rüsper Rothaar; etwa 350 m südöstlich des Schlags erreicht die Grenze ihren lokal südlichsten Punkt; die Ferndorfquelle (⊙) ist keine 700 n von diesem Grenzabschnitt südwestlich entfernt. Nur 140 m nordöstlich des lokal südlichsten Grenzpunktes wird am Wollberg (649,8 m; ⊙) auf protestantischer Seite das Einzugsgebiet der Sieg von dem der Eder abgelöst, die hier vom Elberndorfer Bach gespeist wird; gut 30 m nördlich seines Gipfels liegt ein hist. Grenzstein (⊙). Die Grenze wandert, über die Scharte des Wollbergs auf 618,4 m unmittelbar nordöstlich des Bergs, für gut 1,5 km Entfernung nach Norden bis Nordosten, bis sie an ihrem lokal nördlichsten Punkt einen hist. Grenzstein erreicht (⊙), 800 m westlich ihres Ostendes. In einem südwärts gerichteten Bogen passiert sie zwischen dem auf Siegerländer Seite stehenden Gipfel des Riemen (678,5 m; ⊙) und dem bereits auf Heinsberger Gemarkung, etwa 80 m nördlich liegenden Wasserscheidepunkt, wo das EZG des Elberndorfer Bachs durch das der Röspe abgelöst wird (⊙), erreicht jedoch an dessen Nordseite mit gut 677 m ihren höchsten Punkt.
Das Kölsche Heck endet schließlich, 440 m ostnordöstlich seines höchsten Punkts, am Dreiherrenstein (673,9 m; ⊙), wo das Siegen-Nassauische Gericht endete und das Berleburger Gericht begann. Es ist zugleich der östlichste Punkt der Grenze, wo die Kulturregionen Sauerland (Stadt Kirchhundem, Gemarkung Heinsberg; Norden) und Siegerland (Stadt Hilchenbach, Gemarkung Oberndorf; Süden) auf das Wittgensteiner Land mit der Gemeinde Erndtebrück und der Gemarkung Zinse (Osten) treffen.
Die heutige Grenze des Kreises Olpe zum Kreis Siegen-Wittgenstein setzt sich ab dem Dreiherrenstein in der Sauerländisch-Wittgensteinischen Grenze fort, die jedoch zunächst den Rothaarkamm verlässt, siehe Abschnitt im Artikel zum Burgkopfrücken.

## Berge
Im Folgenden werden alle nennenswerten Berge auf der Kammlinie des Kölschen Hecks, beginnend im Südwesten, gelistet. Erhebungen mit nur geringer Dominanz und Prominenz (min. 20 m) wie der Knippen (nur 8,6 m Prominenz), das Schüttelhänchen (gut 7 m) oder der Schartenberg (10 m) wurden ausgespart; der etwas außerhalb der Kammlinie liegende Ischeroth wurde, als Hauptberg des zweiten Abschnitts, eingerechnet, die klar außerhalb liegenden Engelsberg (vierter Abschnitt) und Auf dem Höchsten (fünfter Abschnitt) nicht. Die Berge können auch nach Höhe, Dominanz oder Prominenz geordnet werden. Wasserscheiden werden mit WS, Wasserscheidepunkte mit WSP abgekürzt; es wird immer zuerst die Ruhrseite genannt, bei WSP im Uhrzeigersinn, dann nach zwei Schrägstrichen die Siegseite (bzw. Ederseite), bei WSP im Gegenuhrzeigersinn. Bei der Lage ist der Abschnitt vorangestellt:
- I: Westabschnitt
- II: A 45 bis B 54
- III: B 54
- IV: Fahlenscheid
- V: Brachthäuser Hohe Waldberge
- VI: Rüsper Rothaar

Alle Berge mit einer heckinternen Dominanz von mindestens 2 km sind aufgehellt. Neben den Bergen, die auch eine allgemeine Dominanz dieser Höhe aufweisen, sind das die Brummicke, der WSP Bigge/Hundem//Sieg und der Wimberg, deren Dominanznehmer jeweils außerhalb der Kammlinie liegen.
| Name                            | Lage                               | Gemarkung                               | Höhe ü. NHN | Domi- nanz | Dominanz- nehmer                                            | Promi- nenz | Scharte                                                           | Bemerkungen |
| ------------------------------- | ---------------------------------- | --------------------------------------- | ----------- | ---------- | ----------------------------------------------------------- | ----------- | ----------------------------------------------------------------- | --- |
| Knipsdell                       | I, nordwestlich Büschergrund       | Büschergrund                            | 456,8 m     | 0,76 km    | Löffelberg im NO                                            | 22 m        | nordöstlich                                                       | WS Großmicke/Asdorf; WSP Knippen (Ruhr//Wisser Bach/Sieg) liegt knapp 500 m nordwestlich |
| Löffelberg                      | I, südwestlich von Hünsborn        | Hünsborn (/Büschergrund)                | 457,4 m     | 3,00 km    | Ischeroth im OSO                                            | 60 m        | A 45 Nähe Flugplatz Hünsborn                                      | WS Großmicke/Asdorf |
| Ischeroth                       | II, westnordwestlich von Bühl      | Büschergrund/Bühl                       | 467,0 m     | 7,60 km    | Liebelberg (489,9 m) vor A 4 im N                           | 57 m        | südlich des Auftreffen des Hecks auf die Hüttentalstraße          | etwas südlich der Kammlinie, WS Asdorf/Alche; WSP Großmicke//Asdorf/Alche liegt 700 m ostnordöstlich; heckinterne Dominanz: 7,7 km zur Brummicke                                                                            |
| Halber Galgen                   | II, ostsüdöstlich von Hünsborn     | Hünsborn                                | 451,5 m     | 1,73 km    | Ischeroth im SSW                                            | 21 m        | nördlich des Ischeroth                                            | WS Großmicke/Hees; WSP Ruhr/Alche/Birlenbach/Littfe Hees liegt 600 m südöstlich |
| Rindhagen                       | II, südöstlich von Altenhof        | Schönau                                 | 441,3 m     | 1,78 km    | Steimel (Nordwestlicher Ausläufer des Halben Galgen) im SSW | 21 m        | unmittelbar südlich                                               | WS Wende//Hees; WSP Großmicke/Wende//Hees liegt 1,1 km südsüdöstlich |
| Auf dem Harfel                  | II, nördlich von Osthelden         | Osthelden                               | 436,0 m     | 0,92 km    | Hüttentalstraße im NNW                                      | 21 m        | Straße Girkhausen–Osthelden                                       | WSP Wende//Hees/obere Littfe |
| Brummicke                       | III, AS Krombach                   | Schönau                                 | 491,9 m     | 0,54 km    | Dohme (497,2 m) im NW                                       | 10 m        | Norden der B 54                                                   | knapp westlich, WS Wende/Olpe; WSP Wende/Olpe//Littfe liegt knapp 700 m ostsüdöstlich heckinterne Dominanz: 2,84 km zum Elbersthagen (Südwestflanke) im NNO; heckinterne Prominenz: 34 m (Scharte unmittelbar nordwestlich) |
| Elbersthagen                    | IV, östlich von Neuenkleusheim     | Kleusheim/Littfeld                      | 565,2 m     | 0,62 km    | WSP Bigge/Hundem//Sieg im NNO                               | 21 m        | unmittelbar nördlich                                              | WS Olpe (Bigge)/Littfe |
| WSP Bigge/Hundem//Sieg          | IV, südwestlich von Kruberg        | (Kleusheim/)Rahrbach//Burgholdinghausen | 567,6 m     | 0,88 km    | Engelsberg (589,2 m) im ONO                                 | 42 m        | Landesstraße Neuenkleusheim–Rahrbach                              | WSP Bigge/Hundem//Sieg; heckinterne Dominanz: 4,6 km zum Wolfshorn im NO heckinterne Prominenz: 104 m (Scharte an Rehrbacher Höhe)                                                                                          |
| Anhöhe südwestlich von Rahrbach | IV, südwestlich von Rahrbach       | Rahrbach/Burgholdinghausen              | 550,7 m     | 0,86 km    | WSP Bigge/Hundem//Sieg im WSW                               | 50 m        | unmittelbar westsüdwestlich                                       | WS Olpe/Littfe |
| Wolfshorn                       | V, östlich von Welschen Ennest     | Rahrbach/(/Burgholdinghausen/)Kohlhagen | 643,6 m     | 2,27 km    | Hoher Wald im S                                             | 117 m       | unmittelbar südlich                                               | knapp nordöstlich, WS obere Olpe/Silberbach; 330 m südwestlich des Gipfels WSP Olpe/Silberbach//Littfe |
| Hoher Wald                      | V, südwestlich von Silberg         | Kohlhagen/Burgholdinghausen             | 656,4 m     | 10,70 km   | Riemen im O                                                 | 186 m       | nordnordöstlich von Müsen                                         | WS Silberbach/Littfe; WSP Silberbach//Littfe/mittlere Ferndorf |
| Addebach                        | V, nordwestlich von Hilchenbach    | Kohlhagen/Hilchenbach                   | 561,1 m     | 1,33 km    | Wimberg im NNO                                              | 41 m        | Straße Hilchenbach–Kirchhundem                                    | WSP Silberbach//Mittelferndorf/Oberferndorf |
| Wimberg                         | V, südsüdwestlich von Brachthausen | Kohlhagen/Hilchenbach                   | 606,0 m     | 1,57 km    | Auf dem Höchsten (638,5 m) im NO                            | 43 m        | südöstlich von Brachthausen, nördlich Schartenberg (zum Höchsten) | WSP Olpe/Flape//Ferndorf; 1 km östlich, am Schartenberg (581,3 m), WSP Flape/Albaumer Bach//Ferndorf; heckinterne Dominanz: 2,93 km zum Lümke im O heckinterne Prominenz: 49 m (Scharte östlich des Schartenbergs)          |
| Albaumer Höhe (Nordwestgipfel)  | V, nördlich von Hilchenbach        | Kohlhagen/Hilchenbach                   | 583,4 m     | 0,54 km    | Lümke im O (dessen Südwestflanke)                           | 20 m        | Albaumer Schlag                                                   | WS Albaumer Bach/Ferndorf; am 400 m südöstlich gelegenen eigentlichen Gipfel (ca. 571 m) WSP Albeumer//Obere Ferndorf/Oberste Ferndorf                                                                                      |
| Lümke                           | V, südwestlich von Heinsberg       | Würdinghausen/Heinsberg//Hilchenbach    | 624,6 m     | 1,40 km    | Drei Buchen im SO                                           | 48 m        | südöstlich                                                        | WSP (albaumerintern) Aabach/Heinsberger Bach//Sieg |
| Drei Buchen                     | V, nordöstlich von Oberndorf       | Heinsberg/Oberndorf                     | 629,8 m     | 1,00 km    | Goldener Zapfen im SO                                       | 45 m        | südöstlich                                                        | WS Heinsberger Bach/Oberferndorf |
| Goldener Zapfen                 | V, nordöstlich von Oberndorf       | Heinsberg/Oberndorf                     | 640,9 m     | 1,05 km    | Wollberg im SO                                              | 49 m        | südöstlich                                                        | WS Heinsberger Bach/Oberferndorf |
| Wollberg                        | VI, östlich von Oberndorf          | Heinsberg/Oberndorf                     | 649,8 m     | 0,99 km    | Riemen (Südhang) im ONO                                     | 31 m        | nordöstlich                                                       | WSP Ruhr//Sieg/Eder |
| Riemen                          | VI, nordwestlich von Zinse         | (Heinsberg/)Oberndorf                   | 678,5 m     | 5,06 km    | Strang im NNO                                               | 63 m        | nördlich des Rüsper Bergs                                         | WSP Ruhr//Elberndorfer Bach/Röspe 80 m nördlich; heckinterne Dominanz: ∞ |
|                                 |                                    |                                         |             |            |                                                             |             |                                                                   | |